# Modicogryllus meruensis
Modicogryllus meruensis är en insektsart som beskrevs av Otte, D. och Cade 1984. Modicogryllus meruensis ingår i släktet Modicogryllus och familjen syrsor. Inga underarter finns listade i Catalogue of Life.